# Philip Caputo
Philip Caputo (10 de junio de 1941 (83 años) es un escritor y periodista estadounidense. Es conocido por Un Rumor de Guerra, un best-seller sobre las memorias de su experiencia durante la Guerra de Vietnam. Caputo ha escrito 15 libros, incluyendo tres memorias, cuatro libros de no ficción y ocho novelas. Su más reciente libro de viajes y aventuras El camino más largo: en busca de América desde Key West al Océano Ártico, fue publicado en julio de 2013 por Henry Holt.

## Biografía y carrera
Nació en Westchester, Illinois y fue a la escuela secundaria Fenwick High School y a la Universidad Loyola de Chicago. Desde 1965-1966 Caputo hizo su servicio en la Marina de Estados Unidos, siendo destinado a la República de Vietnam como teniente de infantería, comandante de un pelotón. Fue combatiente y ganó varias medallas y reconocimientos tras completar su misión.
Después de servir tres años en la marina estadounidense, Caputo comenzó su carrera como periodista, uniéndose al personal del Chicago Tribune en 1968. En 1973, Caputo formó parte del equipo de escritores de este periódico que ganaron el Premio Pulitzer por la cobertura periodística del fraude electoral en Chicago. Los cinco años posteriores fue corresponsal en el extranjero para el periódico. Cubrió la Caída de Saigón en 1975, y realizó su servicio militar en Italia, la Unión Soviética y el Medio Oriente. Fue herido de bala por un militar con una AK-47 durante la Batalla de los Hoteles en Líbano en 1975.
Además de escribir numerosos libros, Caputo ha publicado docenas de artículos de revistas, reseñas y artículos periodísticos en el New York Times, The Boston Globe, The Washington Post, Los Ángeles Times y en las revistas Esquire, Men's Journal, National Geographic, y Virginia Quarterly Review.

## Publicaciones
Philip Caputo fue aclamado por sus memorias de Vietnam denominadas Un Rumor de Guerra, publicado en 15 idiomas y que ha vendido más de dos millones de copias desde su publicación en 1977. Reconocido como un clásico de la literatura bélica, el libro fue adaptado en una miniserie de dos partes en la televisión con la actuación estelar de Brad Davis, Keith Carradine, Brian Dennehy, y Michael O'Keefe en 1980.
Fue finalista del National Book Award en 1981 por su obra Cuerno de África.
Su más reciente novela, Crossers (2009) se desarrolla en el ambiente de la droga y el contrabando de los inmigrantes ilegales en la frontera de Estados Unidos con México.
Su decimoquinto libro, de viajes y aventuras documentales, fue publicado en julio de 2013 por Henry Holt.

### Memorias
- El camino más largo (2013)
- Medios de escape[9] (1991) ISBN 0060183128 OCLC 23732376
- Un rumor de guerra (1977) ISBN 003017631X OCLC 2974701

### Ficción
- Crossers (2009)
- Actos de fe (2005) ISBN 0375411666
- El viaje (1999)
- Exilios (1997)
- Ecuación del mal (1996)
- País indígena (1987)
- Galería Delcorso (1983)
- Cuerno de África (1980)

### Obras de no ficción
- Diez mil días de trueno (2005)
- 13 segundos: Una mirada retrospectiva al tiroteo de Kent State (2005) ISBN 1596090804
- En las sombras de la mañana (2002)
- Los fantasmas de Tsavo (2002)